# Нютън (окръг, Мисисипи)
Вижте пояснителната страница за други значения на Нютън.
Окръг Нютън (на английски: Newton County) е окръг в щата Мисисипи, Съединени американски щати. Площта му е 1502 km², а населението - 21 838 души (2000). Административен център е град Дикейтър.